# ラグナロクオンラインカードゲーム
ラグナロクオンラインカードゲームとは、ガンホー・オンライン・エンターテイメントとブロッコリー社が独自にだしたトレーディングカードゲームである。
ネットワーク版の、ラグナロクTCGとは全く違ったものである。
対戦型とせず、協力型のゲームとしている。名探偵コナンTCG等のシナリオ系TCGと同じ方式の対戦も可能ではある。

## ゲームの目的
マスタデッキと、プレイヤーデッキがあり、マスタデッキのイベントをこなして得点していき、各プレイヤーが全員で最終クエストをめざすカードゲームである

## カードの種類

### プレイヤーカード
キャラクターカード
プレイヤーが冒険をするために必要なカード。デッキには必ず1枚以上いれないといけない
レベルアップカード
キャラクターを成長させていくためのカード。条件がそろえば成長する
スキルカード
キャラクターの特徴をいかした能力カード
アイテムカード
装備させて使うカード、主に消耗品で、使い捨てである。
イクイップメントカード
装備させるだけで効果のあるカード。主に武器防具である。

### マスターカード
エリアカード
行くことのできる場所を示したカードである
モンスターカード
各エリアに出てくるモンスターを示したカードである。
クエストカード
冒険の途中にあるイベントや最終目的をさすカード